# Командное наведение
Командное наведение — тип наведения управляемых ракет, когда наземная станция, корабль или самолёт по радиоканалу (иногда по проводам) передаёт ракете зашифрованные команды управления движением ракеты, которые приводят к перехвату цели. Радиокоманды могут также включать команды на подрыв боевой части, так как ракете не обязательно физически поразить цель, достаточно, чтобы цель находилась в секторе поражения осколками боевой части.
Обычно в системе командного наведения объект-носитель осуществляет радиолокационное сопровождение и цели, и ракеты (ракет). Он измеряет координаты и скорости цели и ракет и реализует закон управления ракетой для перехвата цели. Отклонение ракеты от оптимальной траектории корректируется путём подачи соответствующих команд управления по тангажу и рысканью, после чего бортовой раскладчик команд вырабатывает команды рулям ракеты с учётом её крена. В ПТРК из-за экономии массы и стоимости ракеты раскладчика команд нет, поэтому команды рулям вырабатывает непосредственно станция наведения, которая для этого измеряет, кроме угловых координат ракеты, ещё и угол её крена.
Когда цель попадает в сектор разлёта осколков боевой части на расстоянии, достаточном для её поражения, срабатывает либо неконтактный взрыватель ракеты, либо станция наведения даёт команду на подрыв заряда. В случае промаха, станция управления также даёт команду на самоуничтожение ракеты.
Примером зенитных ракетных комплексов с командным наведением могут служить:
- СССР /  Россия :  С-25, С-75, С-125, «Тор», «Волна»
- США : MIM-3 Nike Ajax, MIM-14 Nike-Hercules, LIM-49 Nike Zeus
- Индия : «Акаш»

Следует отметить, что более поздние модификации ЗРК имеют тенденцию к использованию полуактивного самонаведения.
Чистое радиокомандное наведение используется только в ЗРК ближнего действия, так как оно не обеспечивает приемлемой точности на терминальном участке траектории, поскольку из-за большого расстояния между станцией наведения и целью невозможно достичь должной точности определения координат.
Оно используется только для вывода ракеты в область непосредственной близости к цели, после чего включаются более точные методы наведения, например, полуактивное или активное самонаведение.
Частными случаями командного наведения являются ручное наведение по линии визирования и полуактивное наведение по линии визирования.
Примеры ЗРК, сочетающих командное наведение с полуактивным самонаведением в терминальной фазе:
- СССР /  Россия : 2К11 «Круг», 2К12 «Куб», 9К37 «Бук»

Примеры ЗРК, сочетающих командное наведение с активным самонаведением в терминальной фазе:
- СССР /  Россия : С-200

Вариантом командного наведения является сопровождение через ракету (в отечественной литературе называют "командное наведение второго рода"). Отличие заключается в том, что отражённый от цели радиосигнал принимается ракетой, а затем через ретранслятор передаётся станции наведения. Это снимает ограничения по точности наведения на терминальном участке траектории, так как ракета в этот момент находится в непосредственной близости от цели.